# Челбас
Челбас (рус. Челбас) руска је степска река која протиче јужним делом земље, преко територија њене Краснодарске покрајине. Улива се у Бејсушки лиман, односно у мочварно подручје Велики Челбаси недалеко од обале и припада басену Азовског мора.
Свој ток започиње северно од села Темижбекскаја, на свега 4 km северно од реке Кубањ где отиче из Мирског рибњака који се водом снабдева из два малена потока. Дужиина водотока је 288 км, површина сливног подручја 3.950 km², а просечан проток око 2,41 3⁄.
Највећа насеља на обалама Челбаса су станица Каневскаја и град Тихорецк.